# Mailingliste
Mailingliste, eller mailing-liste engelsk: mailling list hører til det digitale miljø - konkret er mailinglister en speciel e-mail-service.
Konceptet er generelt beskrevet et mail-system baseret på en centralt lokaliseret liste over kontaktadresser, det vil sige mailadresser.
Funktionelt sender den enkelte bruger mail til mailinglisten, eksempelvis adresseret til public-html@lists.w3.org, og mailserveren sender så brugerens mail videre til de der har tilmeldt sig denne mailingliste.
Det danske ord postliste bliver nogen gange brugt med lignende betydning.

## Historie
Mailinglister har udviklet sig til at være ret sofistikerede forums for gruppe-kommunikation og samarbejde;(..) - frit oversat efter Chandhok & Wenger (2001, Introduction).
I en tidlig RFC beskrives nogle problematikker i datidens Arpanet. Her forekommer mailing-list som betegnelse for listen af modtagere i en e-mail (Crocker 1976).
På det tidspunkt svarede en mailingliste så nogenlunde til en mængde adresser samlet i et adressekartotek i den personlige e-mail-klient.

## Praksis og teknik
Alle har deres præferencer, fx rollespil, politik eller programmering - mailinglister er her blevet brugt til at samle tropperne (i overført betydning) og tilvejebringe en hurtig og teknisk effektiv kommunikationsform for gruppe-fællesskaber. Specielt karakteristisk er mailinglistens fælleshed: Alle sender til alle og alle modtager fra alle, om det så er eksperten og novicen eller formanden og den frivillige.
Teknisk beskrevet findes mailinglisten på en mailserver, hvor serverens MTA, ex. Courier konfigureres til at kunne formidle og arkivere en mailingliste. Det er også udbredt at præsentere mailinglisten via http i et html-format, så mailinglisten faktisk bliver til en hjemmeside der kan læses med en browser.
Courier kan konfigureres til at producere mailinglister, men også særskilte program-distributioner såsom Listserv, Mailman eller Majordomo kan tilvejebringe sådan en funktion.
Discourse, der er et forholdsvist nyt CMS-produkt omfatter også en mailingliste (discourse-faq).
Som det fremgår af navnet er mailinglister baseret på e-mails. I det perspektiv er tekst-formatet i teknisk overensstemmelse med RFC-822 eller RFC-2822 og med nogle definerende udvidelser, specielt i overensstemmelse med RFC-2369 (Neufeld 1998a).
Som transport-mekanisme er mailinglister helt identisk med e-mails: I overensstemmelse med smtp-protokollen (RFC-5321) som en mailto: URL, eller for webmail via cgi som en almindelig http: URL. Det findes beskrevet ved eksempler hos (Neufeld 1998a).
I modsætning til newsgroups er der ikke en skematiseret forventning om den enkelte mails levetid. Mailingliste-arkiver er almindelige og præsenteres i html, se fx lists.w3.org/Archives/Public/public-html/.
Der findes både danske og internationale service-udbydere af mailinglister. Derudover kan mailinglisten produceres ved hjælp fra konsulent-bureauer eller som et internt projekt.
Google Groups er en alment tilgængelig mulighed for her og nu at oprette noget der minder om mailinglister (Brian 2012).

## Tabularisk oversigt
Internetfora og teknisk beskrivelse

## Eksterne links
- Maillist arkiver hos W3C
- Om LISTSERV, en tidlig maillist management software. (engelsk)
- Margaret Rouse; Daniel Singer, "mail server (mail transfer/transport agent, MTA, mail router, Internet mailer) definition", Standards, searchsoa.techtarget, arkiveret fra originalen 12. juli 2015, hentet 10. juli 2015
- Neufeld, G. (1998), Guidelines to the List-Header Fields For Client Application Authors, nisto.com, hentet 10. juli 2015
- Neufeld, G. (1998), Guidelines to the List-Header Fields For Server Application Authors, nisto.com, hentet 10. juli 2015